# Gödenstraße (Bützow)
Die  Gödenstraße  (auch: Judenstraße) ist eine Anliegerstraße im historischen Stadtkern der ehemaligen Bischofsresidenz und Universitätsstadt Bützow im Landkreis Rostock in Mecklenburg.

## Geografische Lage
Die Gödenstraße ist eine Einbahnstraße, die den Pferdemarkt mit der Langen Straße verbindet und Teil der Landesstraße zweiter Ordnung L 131 ist. Sie wird durch die Horwitzgasse (auch: Horwitzstraße genannt) auf Höhe der Kreuzung mit der Breite Straße verbunden. Als Querstraßen grenzen die Wollenweberstraße und die Breite Straße an die Gödenstraße an. Der Fahrbahnbelag besteht aus Asphalt.

## Geschichte
Die Gödenstraße wird schon im Jahr 1493 mit der Bezeichnung  Judenstraße  in der Archivreihe Stift Schwerin namentlich erwähnt. Vermutlich haben sich schon wenige Jahrzehnte nach der ersten urkundlichen Erwähnung Bützows im Jahre 1229 Juden hier aufgehalten. Ein weiterer Beleg dafür sind die antijudaistischen Schmähplastiken aus der zweiten Hälfte des 13. Jahrhunderts in Darstellung einer Judensau und  als Affen mit Spiegel im Eingangsbereich der Stiftskirche Bützow. Die Straße erhielt ihren Namen nach der zuvor hier lebenden jüdischen Gemeinde.

## Straßenname im Wandel der Zeit
Die Worte Jöden, Jäden, Gäden oder Göden sind Mecklenburgisch-Niederdeutsche Formen des Wortes Juden. In dem noch erhaltenen Archivmaterial wird die Straße von 1493 bis 1705 Judenstraße genannt. 1710 nannte man die Straße: Rostocker Straße, Rostocker Tor-Straße oder Gaßen am Rostocker Thor. Von 1715 bis 1811 wechselte der Name von Göden Straße, Gäden Straße, Jädenstrasse, Jädenstrasse an der Grube, Judenstraße und Gädenstraße. 1833 schrieb Wilhelm Ferdinand Rong in seinem Buch (Versuch einer topographisch-historischen Darstellung der Stadt Bützow), über diese Straße folgendes:

„Nur’s Wort Jöden kenne ich: von Juden kommts her, Die hatten einst in der Straß’ Wohnung, Verkehr. Man nennt sie auch Reinnoldsstraß; vielleicht daher, Weil er vorn als Kaufmann wohnt, denn so heißt er.“

Die heutige Namensform Gödenstraße erschien im Feldregister der Stadt von 1835 zum ersten Mal und ist bis heute unverändert geblieben.

## Bebauung

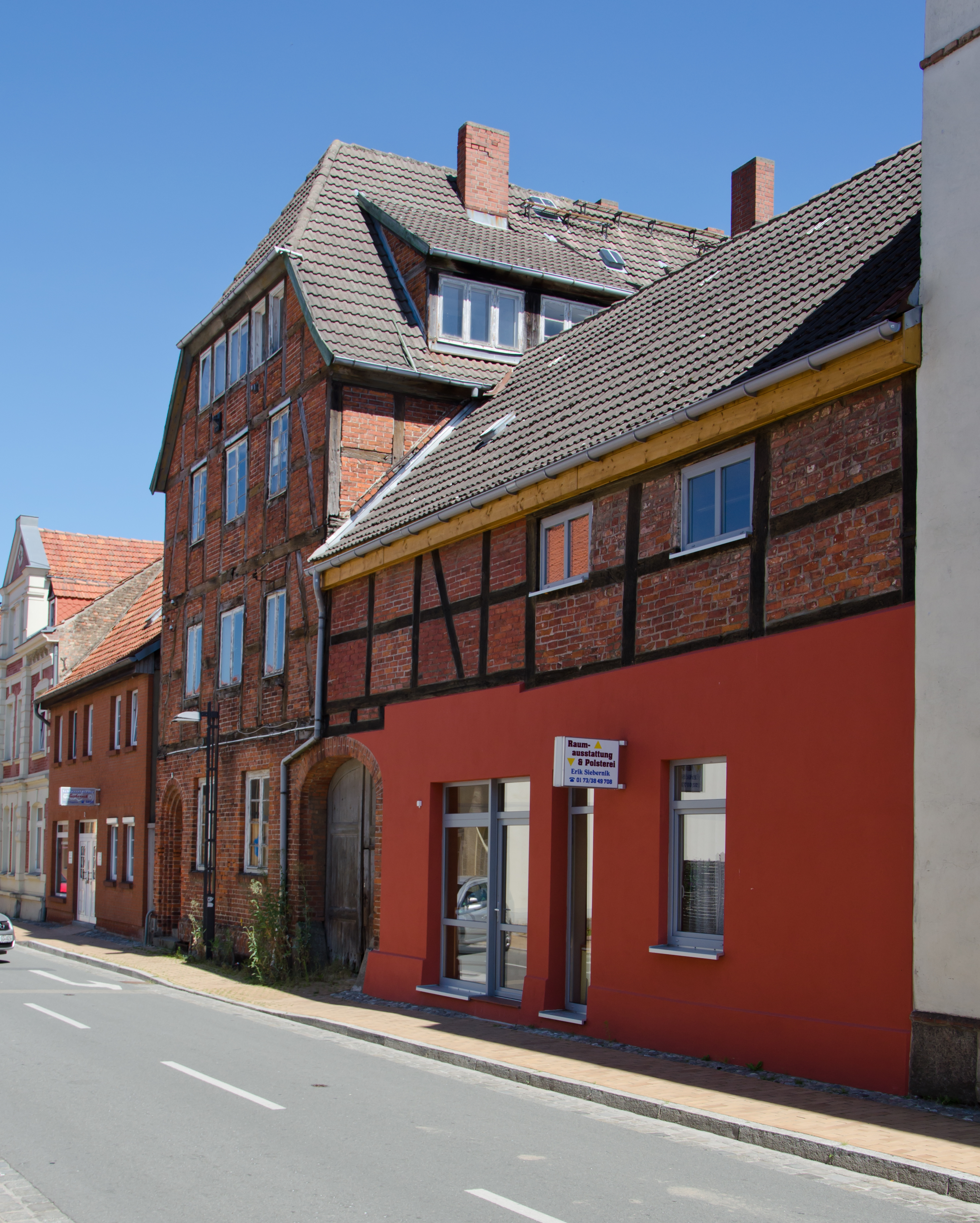
Gödenstraße 2

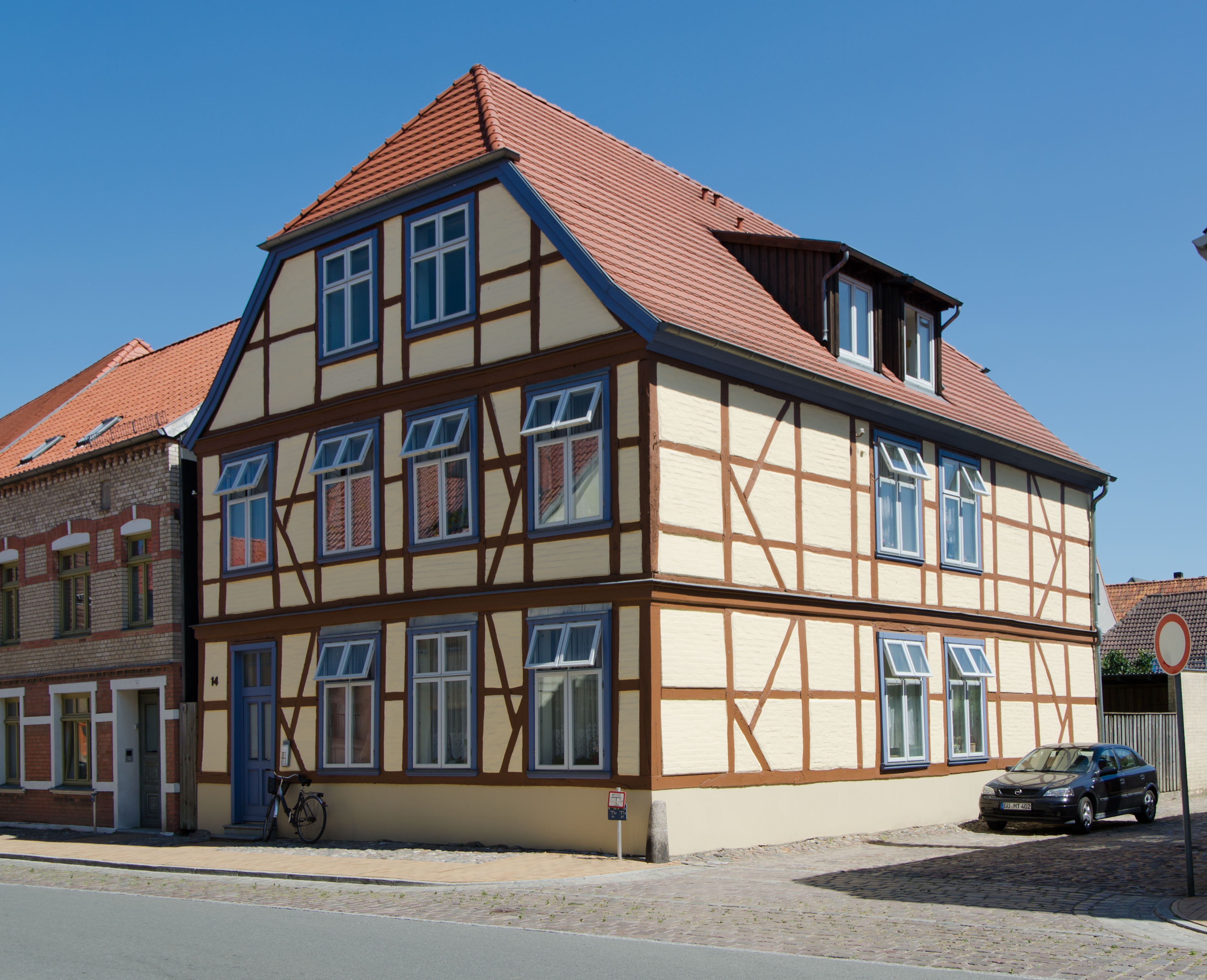
Gödenstraße 14

An der Straße stehen zumeist zwei- bis dreigeschossige Wohn- und Geschäftshäuser.
Die Denkmalplakette  kennzeichnet Baudenkmale der Gödenstraße.
| Haus Nr. | Historische Haus- nummer bis 1908 |  | Geschichtliche Anmerkungen                                         | Eigentümer oder Verwendung                                     |
| -------- | --------------------------------- |  | ------------------------------------------------------------------ | -------------------------------------------------------------- |
| 1        | 63A                               |  |                                                                    |                                                                |
| 2        | 269                               |  |                                                                    |                                                                |
| 3        | 255                               |  |                                                                    |                                                                |
| 4        | 268                               |  |                                                                    |                                                                |
| 5        | 256                               |  | Haus existiert nicht mehr.                                         |                                                                |
| 6        | 267                               |  |                                                                    |                                                                |
| 7        | 257A                              |  | Haus existiert nicht mehr.                                         |                                                                |
| 8        | 266                               |  | Haus existiert nicht mehr. Neubau der Nr. 8 in den 2020er Jahren.  |                                                                |
| 9        | 257                               |  |                                                                    |                                                                |
| 10       | 265                               |  | Haus existiert nicht mehr.                                         |                                                                |
| 11       | 257B                              |  |                                                                    |                                                                |
| 12       | 264                               |  |                                                                    | ehemals: Wohnhaus J. Hirsch, später: Kaufmann C. Horwitz       |
| 13       | 258                               |  |                                                                    |                                                                |
| 14       | 263                               |  |                                                                    | ehemals: Schlachtermeister F. Kirchner                         |
| 15       | 260                               |  | Haus existiert nicht mehr. Neubau der Nr. 15 in den 1990er Jahren. | ehemals: Bäckermeister F. Kaven                                |
| 16       | 262                               |  |                                                                    | ehemals: Tischlermeister A. Kieselbach und Sattler A. Schröder |
| 18       | 261                               |  |                                                                    | ehemals: Kaufmann H. Schütz                                    |